# Враг пред портата
„Враг пред портата“ (на английски: Enemy at the Gates) е военен филм от 2001 г., режисиран, съ-сцениран и продуциран от Жан-Жак Ано, базиран на книгата „Враг пред портата: Битката за Сталинград“ през 1973 г., написан от Уилям Лейн Крейг, който описва събитията около Сталинградската битка през зимата на 1942–43 г. Сценарият е написан от Жан-Жан Ано и Ален Годар. Главният герой във филма е измислена версия на снайпериста Василий Зайцев, герой на Съветския съюз по време на Втората Световна война.
Във филма участват Джуд Лоу в ролята на Зайцев, Рейчъл Вайс като Таня Чернова, и Ед Харис като Кьониг, с Джоузеф Файнс, Боб Хоскинс, Рон Пърлман, Ева Матеш, Гейбриъл Маршъл Томпсън и Матиас Хабих в поддържащи роли.

## В ролите
| Актьор          | Роля                   |
| --------------- | ---------------------- |
| Джуд Лоу        | Василий Зайцев         |
| Ед Харис        | майор Кьониг           |
| Рейчъл Вайс     | Таня Чернова           |
| Джоузеф Файнс   | комисар Данилов        |
| Боб Хоскинс     | Никита Хрушчов         |
| Рон Пърлман     | Куликов                |
| Ева Матес       | майката на Филипов     |
| Гейбриъл Томсън | Саша Филипов           |
| Матиас Хабих    | генерал Фридрих Паулус |
| Михаил Матвеев  | дядо                   |
| Марио Банди     | Антон                  |